# Garfield County, Montana
Garfield County är ett administrativt område i delstaten Montana, USA, med 1 206 invånare.  Den administrativa huvudorten (county seat) är Jordan. 

## Geografi
Enligt United States Census Bureau har countyt en total area på 12 555 km². 12 090 km² av den arean är land och 465 km² är vatten. 

### Angränsande countyn
- Phillips County, Montana - nordväst
- Valley County, Montana - nord
- McCone County, Montana - öst
- Prairie County, Montana - öst
- Custer County, Montana - sydostm
- Rosebud County, Montana - syd
- Petroleum County, Montana - väst